# U 144 (U-Boot, 1940)
U 144 war ein U-Boot der deutschen Kriegsmarine vom Typ II D, das im Zweiten Weltkrieg von der deutschen Kriegsmarine eingesetzt wurde.

## Geschichte
Der Auftrag für das Boot wurde am 25. September 1939 an die Werft Deutsche Werke, Kiel vergeben. Die Kiellegung erfolgte am 10. Januar 1940, der Stapellauf am 24. August 1940. Die Indienststellung unter Oberleutnant zur See Friedrich von Hippel fand schließlich am 2. Oktober 1940 statt.
Das Boot gehörte nach seiner Indienststellung am 2. Oktober 1940 bis zum 19. Dezember 1940 als Ausbildungsboot zur 1. U-Flottille in Kiel. Vom 20. Dezember 1940 bis zum 10. August 1941 erst Schul-, dann Frontboot in der 22. U-Flottille in Gotenhafen.
U 144 unternahm während seiner Dienstzeit eine Feindfahrt, auf der es ein Unterseeboot mit 161 t versenken konnte.

## Technische Daten
Die Deutsche Werke AG baute bis zum Jahr 1941 ausschließlich Klein-U-Boote des Typs II. Obwohl der erste – zu dieser Zeit noch unter Geheimhaltung stehende – Bauauftrag für U-Boote der neu aufrüstenden Reichsmarine schon 1932 erfolgt war, wurden die Kapazitäten der Werft während des Krieges hauptsächlich für den Bau von Überwasserkriegsschiffen eingesetzt. Insgesamt baute die Deutsche Werke AG 16 U-Boote vom Typ II D. Ein Boot dieses Typs hatte eine Länge von 44 Metern und eine Breite von 4,9 Metern. Der Tiefgang betrug aufgetaucht 3,9 Meter. Es wurde über Wasser von zwei 359 PS starken Dieselmotoren angetrieben und konnte eine Geschwindigkeit von 13 Knoten erreichen. Unter Wasser sorgten zwei Elektromotoren mit je 205 PS für eine Höchstgeschwindigkeit von 7,4 Knoten.

## Kommandanten
- 2. Oktober 1940 – 16. November 1940

Friedrich von Hippel wurde am 2. Januar 1915 in Düsseldorf geboren und begann im Jahr 1934 die Offizierslaufbahn in der Kriegsmarine. Er fuhr zunächst als 2. WO auf U 26 und diente anschließend als Adjutant seines bisherigen Kommandanten Werner Hartmann, der zum Flottillenchef der neugebildeten U-Boot-Flottille „Hundius“ berufen worden war. Im Sommer 1940 wurde Hippel als I.WO auf U 65 eingesetzt und erhielt schließlich im Herbst desselben Jahres sein erstes eigenes Kommando auf U 144. Seine Zeit auf diesem Boot währte lediglich einen Monat, dann wurde er Kommandant von U 76, mit dem er schließlich am 5. April 1941 in Gefangenschaft geriet.
- 17. November 1940 – 9. August 1941

Gert von Mittelstaedt wurde am 14. Januar 1912 im Saarland geboren und war Mitglied der Besatzung 32. Von 1938 bis 1940 fuhr er auf dem Schweren Kreuzer Admiral Scheer und meldete sich im April 1940 zur U-Boot-Waffe. Im Juni desselben Jahres wurde er zum Kapitänleutnant befördert und übernahm im November 1940 U 144 in Gotenhafen als Kommandant. Er befehligte das Boot bis zu seinem Untergang auf insgesamt drei Feindfahrten in der Ostsee.

## Einsatzstatistik
Das Boot lief am 18. Juni 1941 um 19:00 Uhr von Gotenhafen aus und am 30. Juni 1941 um 20:00 Uhr zur Versorgung in Stormelö ein. Nach einer Ruhepause von sieben Tagen lief das Boot am 7. Juli 1941 wieder dort aus. Am 19. Juli 1941 lief es um 10:15 Uhr abermals zur Versorgung in Sormelö ein. Nach einer weiteren Ruhepause von acht Tagen lief es am 28. Juli 1941 um 9:00 Uhr wieder dort aus. Es wurde am 10. August 1941 um 22:18 Uhr vom sowjetischen U-Boot ЅС-307 versenkt. Während dieser 53 Tage dauernden Unternehmung in der Ostsee vor Windau sowie den Inseln Ösel und Dagö wurde am 23. Juni 1941 das kleine sowjetische U-Boot M-78 (161 t) versenkt (Lage). (Laut K.T.B. U 144 wurde diese Überwachungsaufgabe in den Planquadraten AO 64/61 als eine Unternehmung gezählt.)

## Verbleib
Die Versenkung von U 144 auf der Position 58° 58′ N, 21° 24′ O im Marineplanquadrat AO 6126 wird dem sowjetischen U-Boot SC-307 unter Kommandant Petrow zugeschrieben. Die Versenkung gelang infolge eines ungezielten Fächerbeschusses und konnte nicht beobachtet werden, da das sowjetische Boot durch den Gewichtsverlust der abgeschossenen Hecktorpedos zunächst wegsackte. Als SC-307 wieder Sehrohrtiefe erreicht hatte, konnte ein Ölfleck an der Stelle ausgemacht werden, wo sich zuvor das deutsche U-Boot befunden hatte. Die gesamte Besatzung von 28 Mann fand dabei den Tod. Untersuchungen eines russischen Tauchklubs nach dem Krieg ergaben, dass U 144 in drei Teile zerborsten auf Grund liegt.